# Little Boots
Little Boots (* 4. Mai 1984; eigentlich Victoria Christina Hesketh) ist eine britische Elektropop-Sängerin und Musikerin.
Ihr Debütalbum Hands wurde am 8. Juni 2009 veröffentlicht, erreichte Platz 5 der UK-Charts und Platz 20 der irischen Charts. Die erste Single des Albums, New in Town, wurde ein Top-20-Hit, die zweite Single, Remedy, produziert von RedOne, konnte sich auf Platz 6 der britischen Single-Charts platzieren.

## Karriere
Bereits mit 16 Jahren sang Hesketh beim britischen Talentwettbewerb Pop Idol vor. Danach ging sie mit einem Jazztrio auf Europatournee. Später wurde sie die Frontfrau der Indie-Pop-Band Dead Disco, um anschließend solo ihre Karriere fortzuführen.
Little Boots (ihr Pseudonym und Spitzname stammt aus dem Film Caligula) erreichte eine Reihe von Durchbrüchen und ist neben Künstlern wie Lady Gaga, Ladyhawke, Florence + the Machine und La Roux besonders in England eine bedeutende Sängerin. Speziell der Sieg in der BBC Sound-of-2009-Abstimmung sowie die Nominierung bei den BRIT Awards brachten ihr größeres Ansehen.
Ihr Debütalbum Hands, veröffentlicht am 8. Juni 2009, stieg bis auf Platz fünf der britischen Albumcharts. Ihre erste Singleauskopplung New in Town ist in Deutschland am 25. Mai 2009 veröffentlicht worden. Neben ihrem Gesang spielt Hesketh die Instrumente Keyboard, Piano, Stylophone und ein japanisch-elektronisches Musikinstrument namens Tenori-on. 2021 war sie an dem ABBA-Album Voyage beteiligt.

## Biografie

### Kindheit
Hesketh wurde in Blackpool, Lancashire als Tochter eines Autohändlers und einer Kinderbuchautorin geboren. Sie hat drei jüngere Brüder. Aufgewachsen ist Hesketh zwischen Blackpool und Fleetwood, in Thornton.
Mit fünf Jahren wünschte sich Hesketh von ihren Eltern ein Piano. Ihr Onkel fand schließlich ein gebrauchtes in einem örtlichen Pub. Sie begann zu spielen und erreichte dadurch ein Stipendium an einer lokalen Musikschule. Während dieser Zeit musste sie Flöte und Harfe spielen und Gesangsunterricht geben. Mit 13 Jahren schrieb Hesketh ihre ersten eigenen Songs.
Nach der Musikschule ging sie auf die Rossall School in Fleetwood und anschließend auf das Blackpool Sixth Form College. Mit 16 nahm sie an der Talentshow Pop Idol teil, schaffte es jedoch nur bis in die dritte Runde, welche durch die Produzenten und noch nicht durch prominente Jurymitglieder bewertet wird. Nach ihrer Ansicht gab ihr der Rauswurf jedoch eine dickere Haut und die Einsicht, dass ihr Erfolg nicht durch Abkürzungen zu erreichen ist.
Nachdem Hesketh einige Zeit mit einem Jazztrio auf Tournee gegangen ist, entschied sie sich ihre schulische Bildung weiterzuführen. Sie studierte Cultural studies an der University of Leeds und schloss das Studium mit dem Prädikatsexamen First Class Honours Degree ab. Dies war auch die Zeit, in der Hesketh zusammen mit zwei Studienkollegen die Girlband Dead Disco gründete.

### Dead Disco (2005–2008)

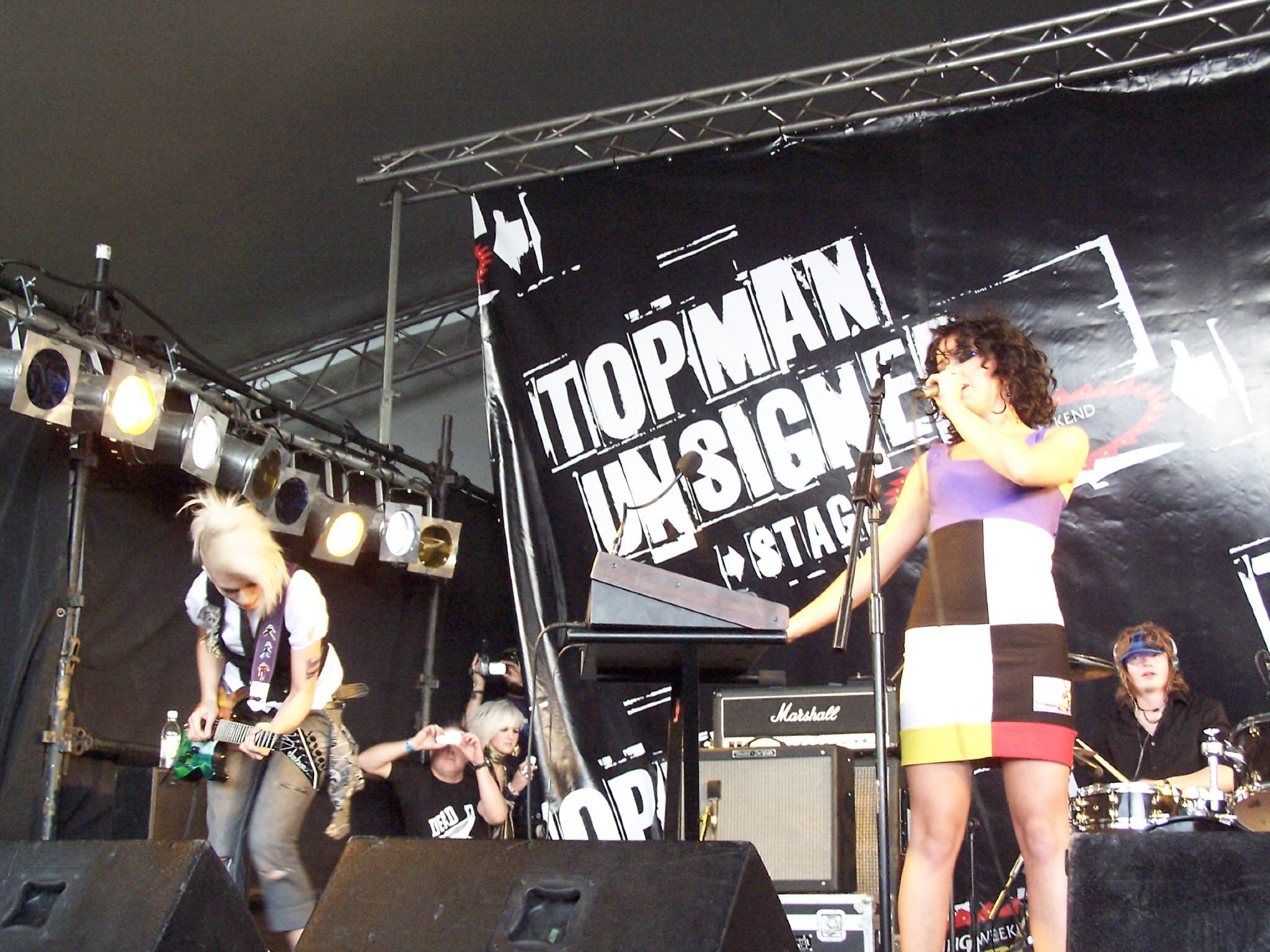
Dead Disco auf dem Carling Leeds Festival 2006

Während ihres Studiums antwortete Hesketh auf eine Internetanzeige, in der Lucy Catherwood und Marie France eine Frontfrau zwecks Gründung einer Band suchten. Alle drei verband das Interesse an Bands wie The Killers, Ladytron, Rapture und Siouxsie and the Banshees. Schlussendlich bildeten sie im August 2005 die Electro/Indie-Pop-Band Dead Disco. Der Bandname entstand dabei durch die Ziehung zweier Wörter aus einem Hut von Vorschlägen. Mit Catherwood an der E-Gitarre und France als Backgroundsängerin und Bassistin sang Hesketh und spielte Synthesizer.
Mit nur ein paar Songs im Gepäck begann Death Disco auf mehreren Gigs rund um Nordengland zu spielen. Als einer der Headliner bei der Liveveranstaltung In The City in Manchester bekamen sie schließlich genug Aufmerksamkeit, um mit der Unterstützung von James Ford ihre ersten Lieder aufzunehmen. In Fords Studio auf dem Dachboden eines Hauses in London erstellte die Band im April 2006 ihre erste limitierte Veröffentlichung der Debütsingle "The Treatment". Die zweite Single "City Place" wurde nur digital veröffentlicht.
Durch den Erfolg mehrerer ausverkaufter Veranstaltungen und dem Auftritt beim Carling Leeds Festival zog die Band nach Los Angeles, um mit Greg Kurstin ihr erstes Album aufzunehmen. Dies war allerdings auch die Zeit, in der Hesketh begann Songtexte zu schreiben, die nicht in den Independent-Stil der Band passten. Hesketh entschied sich mehr und mehr für diese neue Musikrichtung und verließ schließlich Dead Disco. Dies bedeutete somit auch das Ende der Band. Im Dezember 2008 wurde auf dem bandeigenen MySpace-Blog die Auflösung bekannt gegeben. In einem Interview mit der Times sprach Hesketh anschließend über ihre allmähliche Distanzierung von der Band. Demnach hatte sie schon immer Probleme damit, ihre eigenen Interessen und Songs zwischen sich selbst und der Band zu trennen. Durch ihre Solokarriere kann sie sich nun besser verwirklichen.

### Little Boots
Mit ihrem sukzessiven Weggang von der Band Dead Disco beschloss Hesketh ihre eigene Solokarriere zu starten. Sie zog wieder zu ihren Eltern und coverte zunächst verschiedene Popsongs von Künstlern wie Girls Aloud, Wham! und Miley Cyrus. Diese verbreitete sie über soziale Netzwerke wie YouTube und Myspace. Anfang 2008 fing Hesketh an, ihren Künstlernamen Little Boots zu verwenden.

### Hands

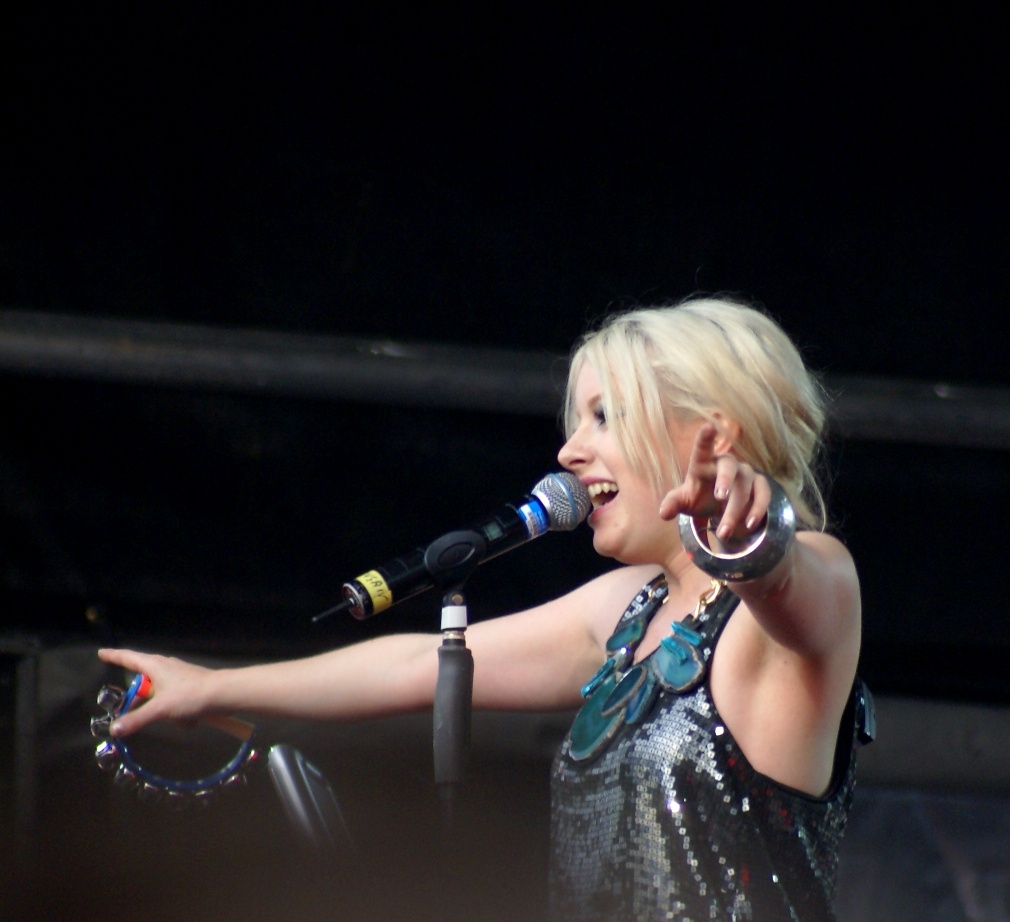
Little Boots auf dem Evolution Festival 2009

Nach etwa einem Jahr hatte sie genügend eigene Songs geschrieben, um daraus ein Album zu erstellen. Bei der Produktion des Albums Hands arbeitete sie eng mit Greg Kurstin zusammen, mit dem sie bereits während ihrer Dead Disco-Zeit gearbeitet hatte. Hands wurde in Los Angeles mit Greg Kurstin and Joe Goddard aufgenommen. Im Januar 2009 finalisierte sie die Trackliste des Albums. Währenddessen gewann Little Boots die BBC Sound-of-2009-Abstimmung gegen Bands wie die White Lies, Florence and the Machine und Empire of the Sun, was weiteres Medieninteresse für ihr noch nicht fertiggestelltes Album hervorbrachte.
Hands wurde am 8. Juni 2009 veröffentlicht. Eine auf tausend Stück limitierte Edition auf 12-Zoll-Schallplatte wurde zwei Tage später vorgestellt. Das Album erreichte Platz fünf der britischen Albumcharts.
Kritiker äußerten sich ihm gegenüber in ihren Rezensionen recht positiv. Auf Metacritic erreichte es einen Score von 70 zu 100.
Am 9. Juni 2009 wurde Heskeths Minialbum Illuminations in den USA und Kanada veröffentlicht.

## Diskografie

### Alben
- 2009/10: Hands (8. Juni 2009) / (USA: 2. März 2010)[30][31]
- 2013: Nocturnes
- 2015: Working Girl

### EPs
- 2008: Arecibo
- 2009: Little Boots
- 2009: iTunes Live from London
- 2009: Illuminations (USA & Kanada)[32]

### Singles
- 2008: Stuck on Repeat
- 2008: Meddle
- 2009: New in Town
- 2009: Remedy
- 2009: Earthquake
- 2011: Shake
- 2012: Every Night I Say a Prayer
- 2012: Headphones
- 2013: Broken Record